# Moniti all'Europa
Moniti all'Europa è una antologia di saggi politici e civili scritti dallo scrittore tedesco Thomas Mann fra il 1922 e il 1945, selezionati e pubblicati in volume in Italia nel 1947 a cura di Lavinia Mazzucchetti.

## Storia editoriale
L'antologia richiama nel titolo e nei contenuti la raccolta di saggi di Thomas Mann tradotti in francese e pubblicati nel 1937 con prefazione di André Gide sotto il titolo Avertissement à l’Europe, e l'analoga raccolta in lingua tedesca Achtung, Europa! pubblicata in un volume edito da Bermann Fischer Verlag a Stoccolma nel 1938.
La prima edizione di Moniti all'Europa fu pubblicata dalla Mondadori nel gennaio 1947 nella collana "Orientamenti" in 4975 copie e comprendeva quattordici saggi: 1) Della Repubblica tedesca; 2) Attenzione Europa: Prefazione di André Gide all'edizione francese; 3) Discorso tedesco: un appello alla ragione; 4) L'altezza dell'ora; 5) Attenzione Europa; 6) Un carteggio; 7) Spagna; 8) Misura e valore; 9) Della certa vittoria della democrazia; 10) Il problema della libertà; 11) Attenzione tedeschi! Radiomessaggi; 12) Prefazione alla prima edizione americana; 13) Perché non ritorno in Germania; 14) La Germania e i tedeschi  I saggi sono tradotti tutti da Cristina Baseggio, tranne gli ultimi due (Perché non ritorno in Germania e La Germania e i Tedeschi) tradotti dalla curatrice Lavinia Mazzucchetti.
Una nuova edizione di Moniti all'Europa, pubblicata nel 2017 nella collana Oscar Saggi, ha un'Introduzione scritta appositamente dal Presidente emerito della Repubblica Italiana Giorgio Napolitano.

## Saggi
- Della repubblica tedesca (Von deutscher Republik). Discorso pronunciato il 15 ottobre 1922 nella Sala Beethoven a Berlino in occasione del sessantesimo compleanno di Gerhart Hauptmann alla presenza del Presidente della Repubblica tedesca (Weimer) Friedrich Ebert. Fu stampato nella «Die neue Rundschau» nel successivo novembre e diffuso in un opuscolo a sé edito da S. Fischer Verlag a Berlino nel 1923; nel 1925 fu accolto in Bemühungen, primo tomo della Seconda Serie delle Opere di Thomas Mann[6]. Lavinia Mazzucchetti afferma che «Thomas Mann deliberatamente e solennemente aderì al tentativo repubblicano della nuova Germania weimariana»[1], abbandonando quindi le tesi antidemocratiche contenute nelle Considerazioni di un impolitico.
- L'altezza dell’ora (Die Höhe des Augenblicks). Reazione di Mann all'esito della Conferenza e accordo di Monaco del 1938 con l’apparente vittoria diplomatica di Hitler. L'articolo fu pubblicato dapprima col titolo «Dieser Friede!» (Questa pace!) nel 1938. Comparve poi col titolo definitivo in Achtung, Europa![3].
- Un appello alla ragione (Ein Appell an die Vernunft). Discorso tenuto a Berlino il 17 ottobre 1930, in un periodo di gravi difficoltà della Repubblica di Weimar e testimonia l'appoggio di Mann alla politica di Stresemann. Fu pubblicato nelle successive raccolte di saggi politici[2][3].
- Attenzione, Europa!. Raccolta di numerosi saggi democratici scritti nel 1935 e ripubblicate nelle successive raccolte di saggi politici[2][3].
- Un carteggio (Ein Briefwechsel). Riproduce lo scambio epistolare che si svolse fra il Natale del 1936 e il Capodanno del ’37 fra Thomas Mann e il Preside della Facoltà di Filosofia di Bonn il quale aveva annunciato a Mann che veniva privato della Laurea honoris causa conferitagli nel 1918 in seguito alla perdita della cittadinanza tedesca. Il carteggio venne pubblicato in opuscolo nel 1937[7] e poi nella raccolta francese Avertissement à l’Europe[2].
- Spagna (Spanien. Menschen in Not). Breve articolo a favore delle vittime della Guerra civile spagnola. André Gide ne fu ammirato in quanto l’interesse personale di Mann era apparentemente lontano dagli avvenimenti spagnoli[2].
- Misura e valore (Maß und Wert). Presentazione della rivista «Maß und Wert. Zweimonatsschrift für freie deutsche Kultur (1937-1940)» fondata da Thomas Mann e Konrad Falke[8].
- La certa vittoria della democrazia (Vom kommenden Sieg der Demokratie). Testo di una conferenza di propaganda antinazista tenuta da Thomas Mann nella primavera del 1938 all'Università di Princeton. In Europa fu pubblicata nel volumetto Achtung, Europa![3].
- Il problema della libertà (Das Problem der Freiheit,). Discorso pronunciato da Mann nel Congresso del PEN International svoltosi a Stoccolma nel settembre del 1939.
- Ascoltatori tedeschi! (Deutsche Hörer!). Radiomessaggi alla Germania trasmessi da Thomas Mann in lingua tedesca dal 1940 al 1945. Una prima edizione, contenente 25 radiomessaggi, fu stampata a Stoccolma presso Bermann Fischer nel 1943 [9]; la traduzione della seconda edizione, contenente 55 radiomessaggi, pubblicata in tedesco a Stoccolma dalla stessa casa editrice[10], è contenuta in Moniti all'Europa.
- La Germania e i tedeschi. Discorso che Thomas Mann tenne in occasione del suo settantesimo compleanno (6 giugno 1945) nella Library of Congress di Washington in lingua inglese (titolo: Germany and the Germans). Fu pubblicato in lingua tedesca (titolo: Deutschland und die Deutschen) nel numero di ottobre 1945 della rivista «Neue Rundschau», pubblicata a Stoccolma; venne poi pubblicato in un opuscolo a sé nel 1947, sempre a Stoccolma, da Bermann Fischer.
- Perché non ritorno in Germania (Warum ich nicht nach Deutschland zurückgehe). Risposta all'invito rivoltogli nel settembre del 1945 dallo scrittore tedesco Walter von Molo, già presidente dell'Accademia delle arti di Prussia, di ritornare in patria. La risposta negativa di Mann fu pubblicata dapprima sulla rivista Aufbau e poi fu diffusa per radio.

## Galleria d'immagini

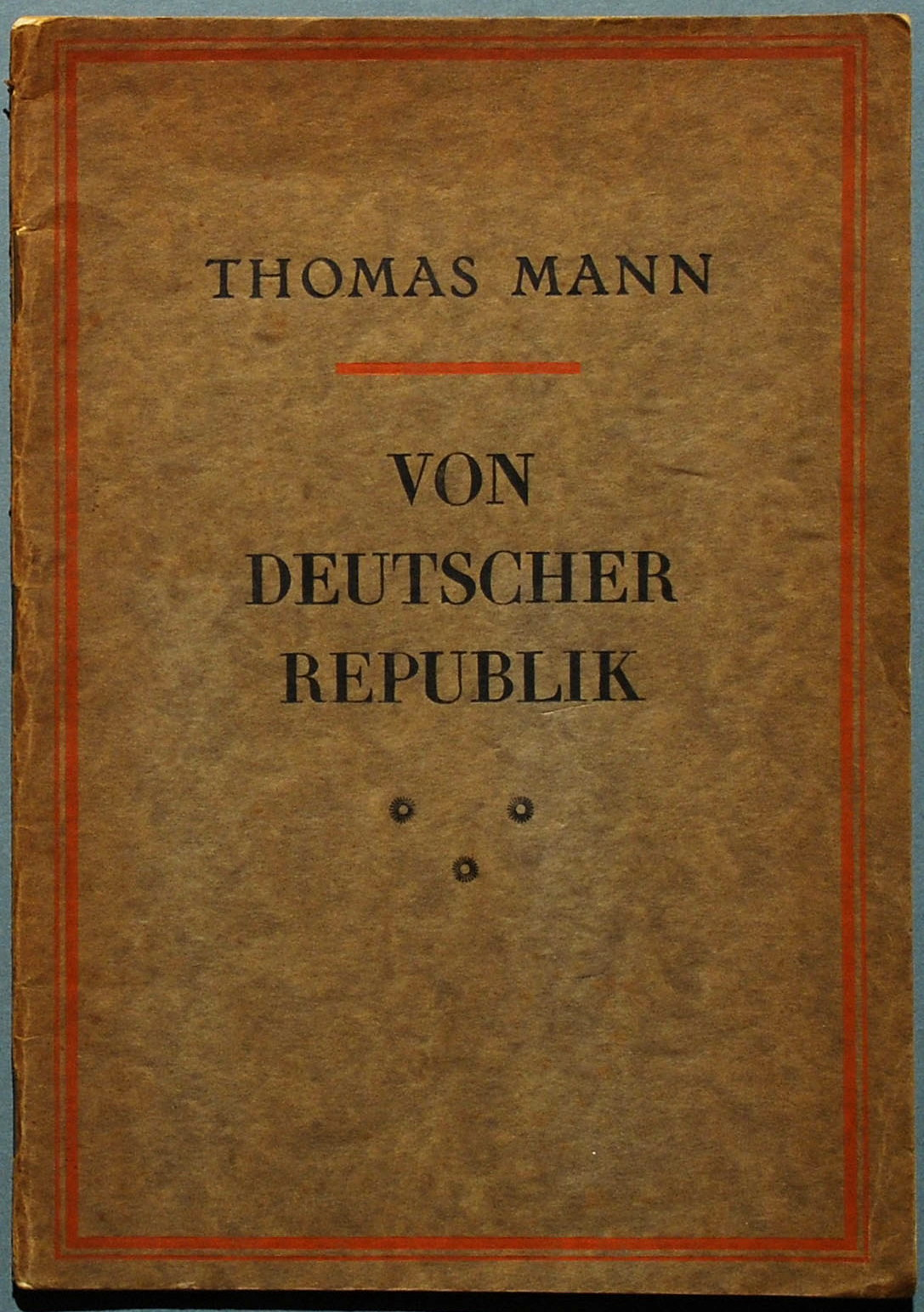
Copertina della prima edizione di Della repubblica tedesca (1923)
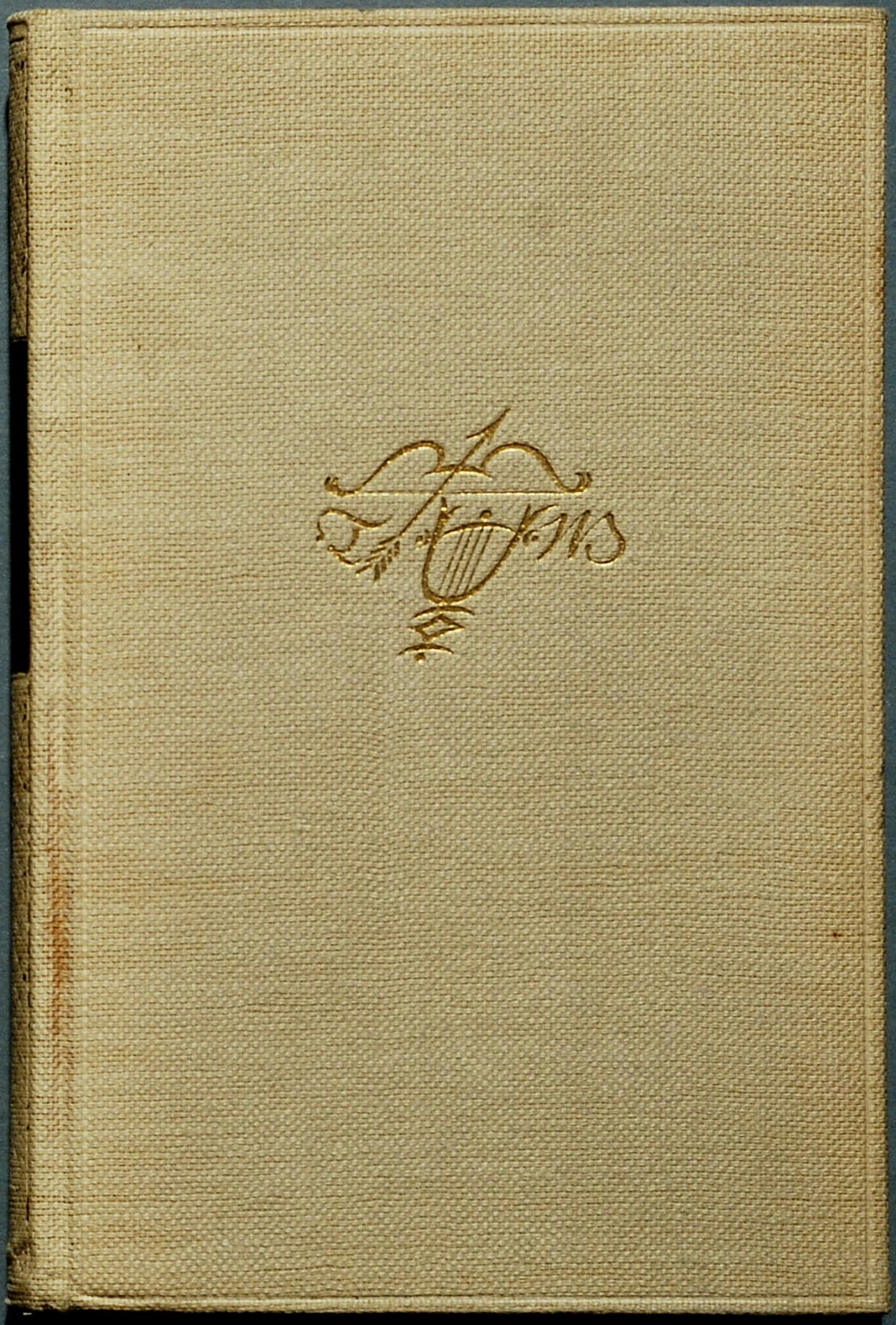
Copertina della prima edizione di Bemühungen (1925)
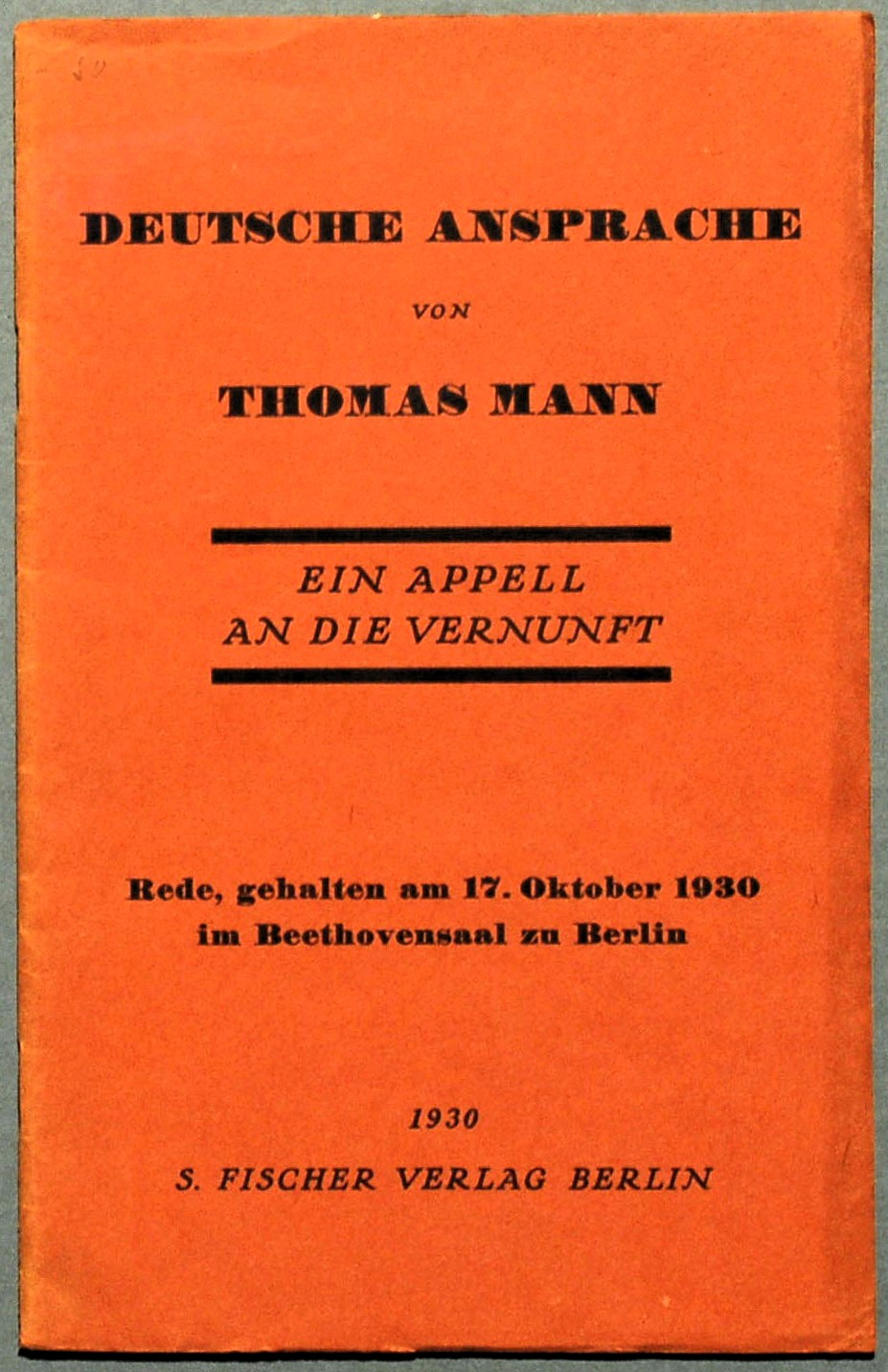
Copertina della prima edizione di Un appello alla ragione (1930)
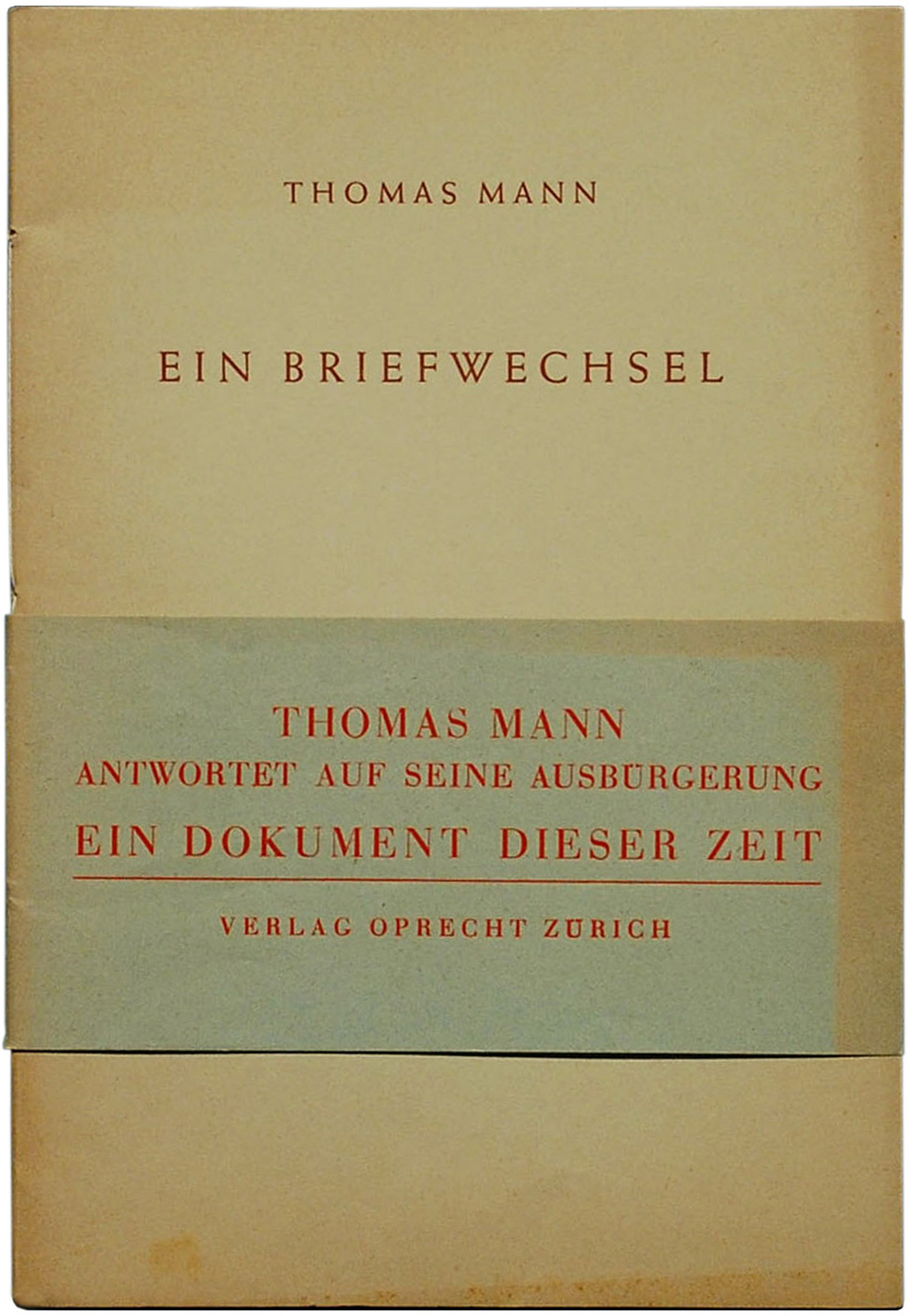
Copertina della prima edizione di ''Un carteggio (1937)
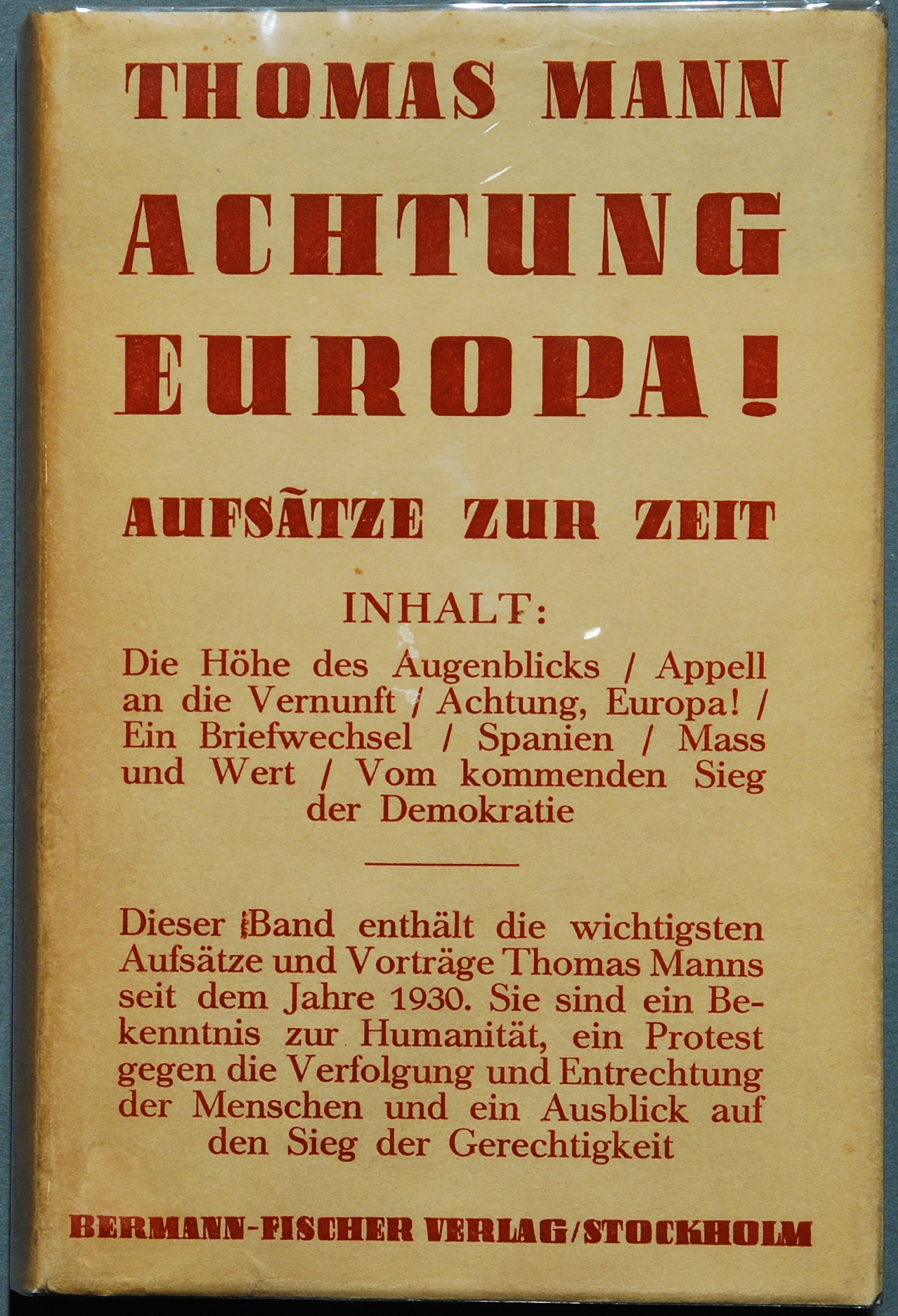
Copertina della prima edizione di Attenzione, Europa! (1938)
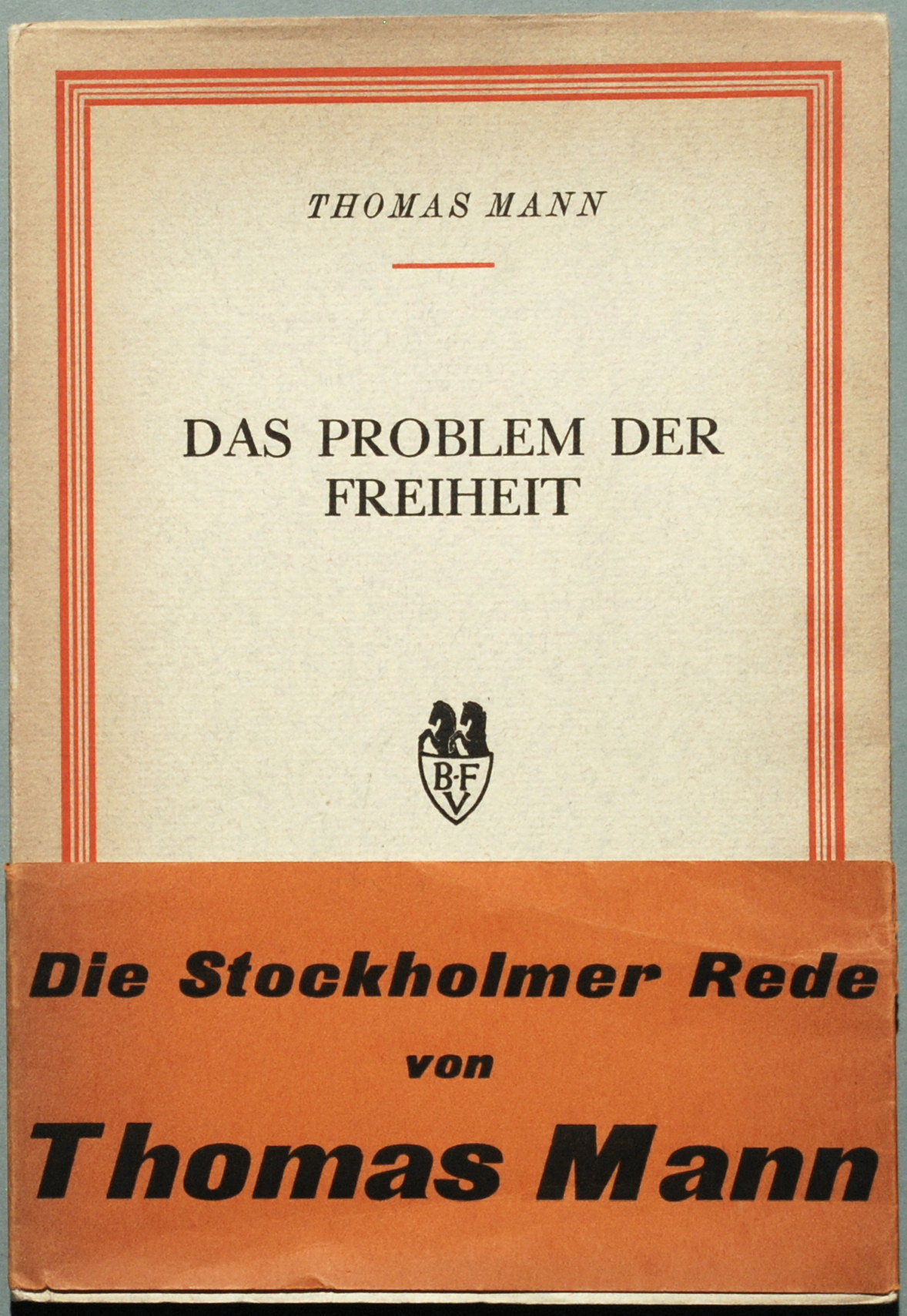
Copertina della prima edizione di Il problema della libertà (1939)
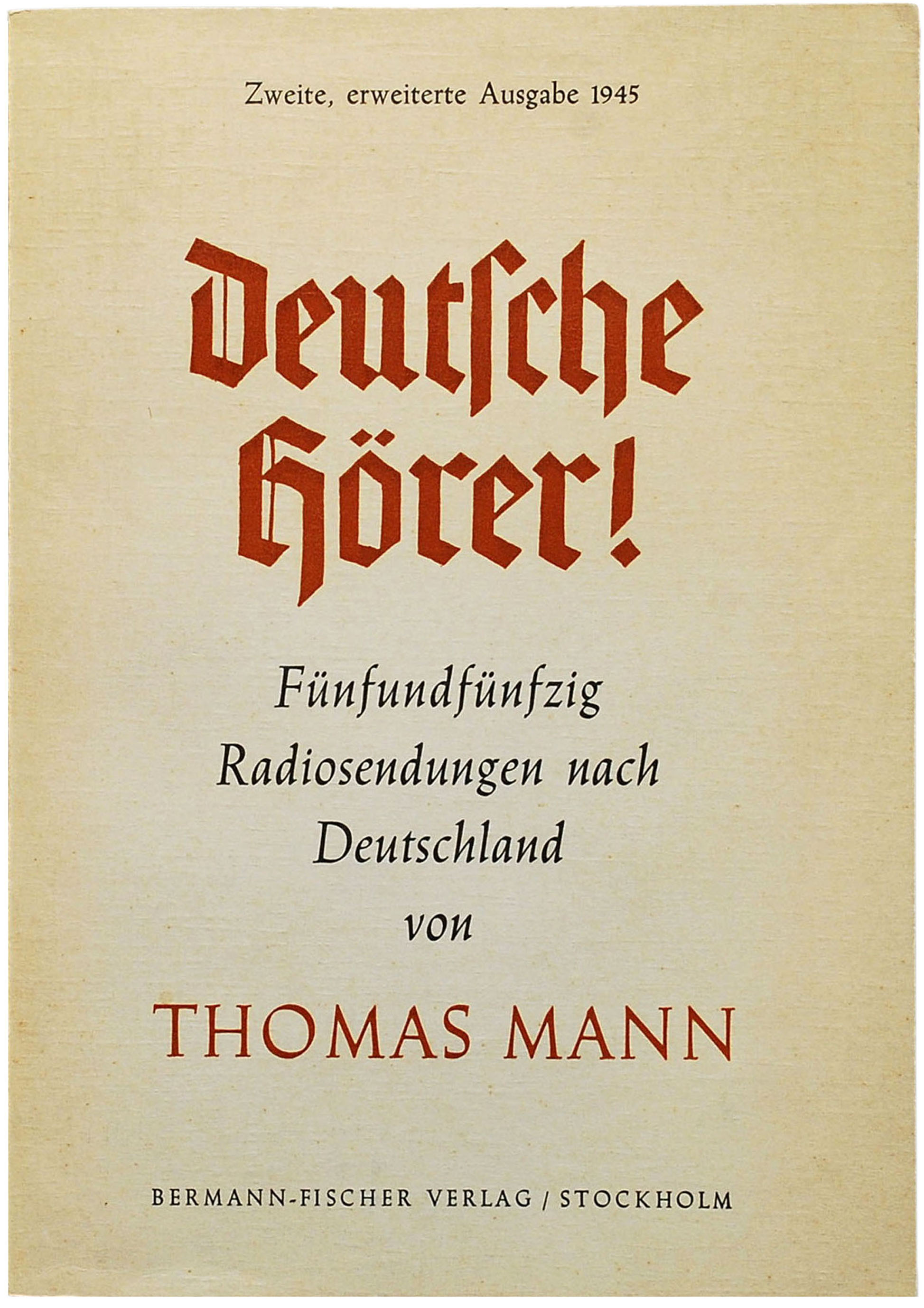
Copertina della seconda edizione di Ascoltatori tedeschi! (1945)
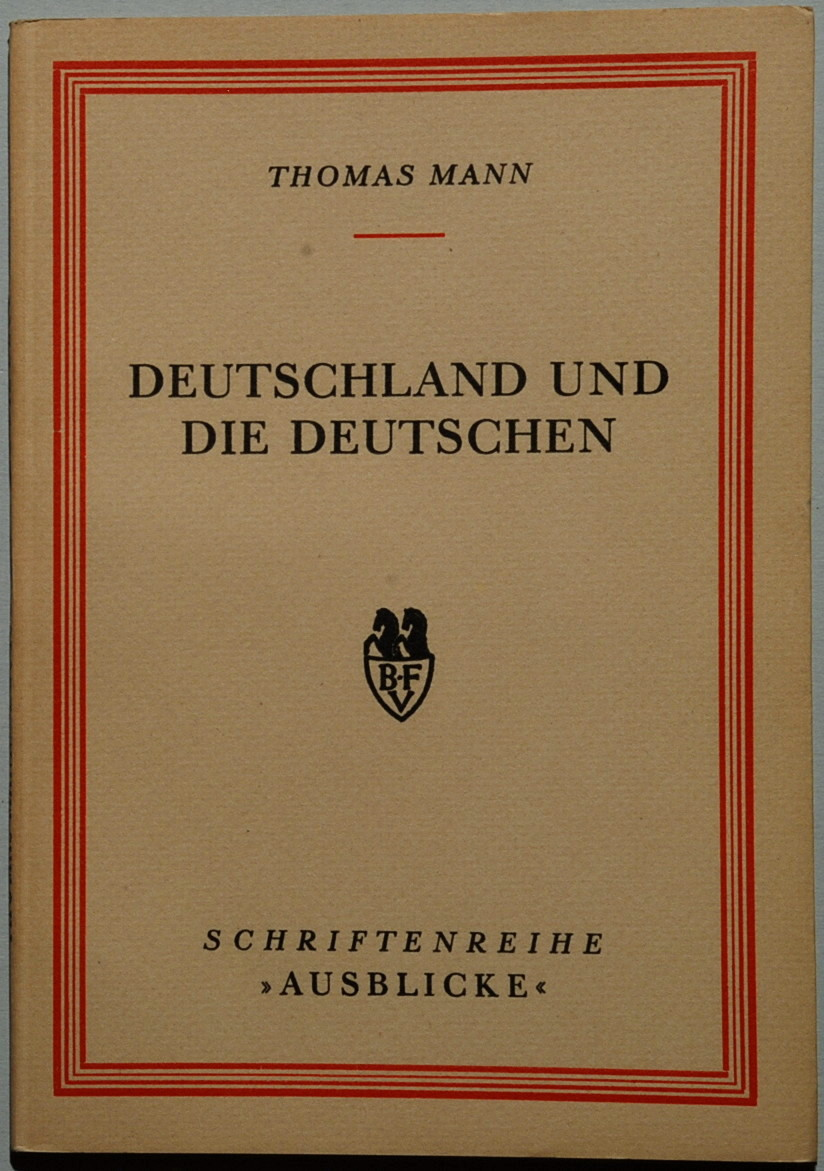
Copertina della prima edizione di La Germania e i tedeschi (1947)

### Edizioni
- Thomas Mann, Moniti all'Europa, a cura di Lavinia Mazzucchetti, collana Coll. Orientamenti ; 10, traduzione di Cristina Baseggio e Lavinia Mazzucchetti, Milano, Mondadori, 1947.
- Thomas Mann, Moniti all'Europa, a cura di Lavinia Mazzucchetti, collana Coll. Oscar saggi ; 76, traduzione di Cristina Baseggio e Lavinia Mazzucchetti, Introduzione di Giorgio Napolitano, Milano, Mondadori, 2017, ISBN 978-88-04-68173-1.

### Fonti critiche
- (FR) Thomas Mann, Avertissement à l’Europe, traduzione di Rainer Biemel, Préface d'André Gide, Paris, Gallimard, 1937,  p. 60.
- (DE) Thomas Mann, Achtung, Europa! Aufsätze zur Zeit, Stockholm, Bermann-Fischer, 1938,  p. 191.
- Massimo Cacciari, Il dialogo tragico di Thomas Mann sull'Europa, in la Repubblica, Roma, 13 novembre 2017. URL consultato il 7 marzo 2020.
- Carlo Ossola, L'Europa sia vigile, in Il Sole 24ORE, Milano, 4 marzo 2018.
- Claudio Magris, La svolta di Mann sulla scia di Eschilo, in Corriere della Sera, Milano, 5 dicembre 2017. URL consultato l'11 marzo 2020.
- Cristina Baseggio, Saggi politici di Thomas Mann, in Dizionario Bompiani delle opere e dei personaggi di tutti i tempi e di tutte le letterature, VIII, Milano, RCS Libri, 2005,  pp. 8539-8541, ISSN 1825-78870 (WC · ACNP).